# Стефан Манолов
Стефан Манолов е български католически духовник, секретар на Софийско-пловдивската епархия. От 2005 г. до 2021 година е генерален викарий на епархията.

## Биография
Стефан Димитров Манолов е роден през 1972 година в град Пловдив. На 2 септември 2000 година е ръкоположен за свещеник от епископ Георги Йовчев в катедралния храм „Свети Лудвиг“ в Пловдив. От 1995 година до 2001 година учи богословие в Богословския факултет на Университета „Коменски“ в Братислава, Словакия. От 2003 година следва каноническо право в Института по каноническо право „Св. Пий Х“ във Венеция – филиал на Папския университет „Свети Кръст“ в Рим. След приключване на тригодишния период на обучение защитава научна степен „лиценциат по каноническо право”.
С преобразуването на Софийско-пловдивския викариат в епархия през 1978 година е създадена длъжността генерален викарий на епархията. Oтец Йосиф Пищийски заема този пост от 1978 година до смъртта си през 2005 година. След него отец Манолов е назначен за генерален викарий на епархията и изпълнява тази длъжност до 2021 година, след което е секретар на епархията.
Отец Стефан Манолов е автор на първия учебник по каноническо право на български език – „Църковно устройство: Конституционно право на Католическата Църква“. Лектор е в Школата за християнска зрялост в енорията „Свети Лудвиг“ в Пловдив.